# طوطی‌های شاهی
طوطی‌های شاهی (نام علمی: Alisterus) یک سرده از طوطیهای استرالیایی با جثه متوسط است که شامل طوطی شاهی استرالیایی (Alisterus scapularis)، طوطی شاهی پاپوآیی (A. chloropterus) و طوطی شاهی ملوکی (A. amboinensis) است. این سه گونه به ترتیب در شرق استرالیا، پاپوآ، مولوکاس و سایر جزایر اندونزی یافت می‌شوند. طوطی‌های دم دراز عمدتاً با پرهای قرمز و سبز به سرده‌های Aprosmictus و طوطی‌های ارجمند مربوط می‌شوند.

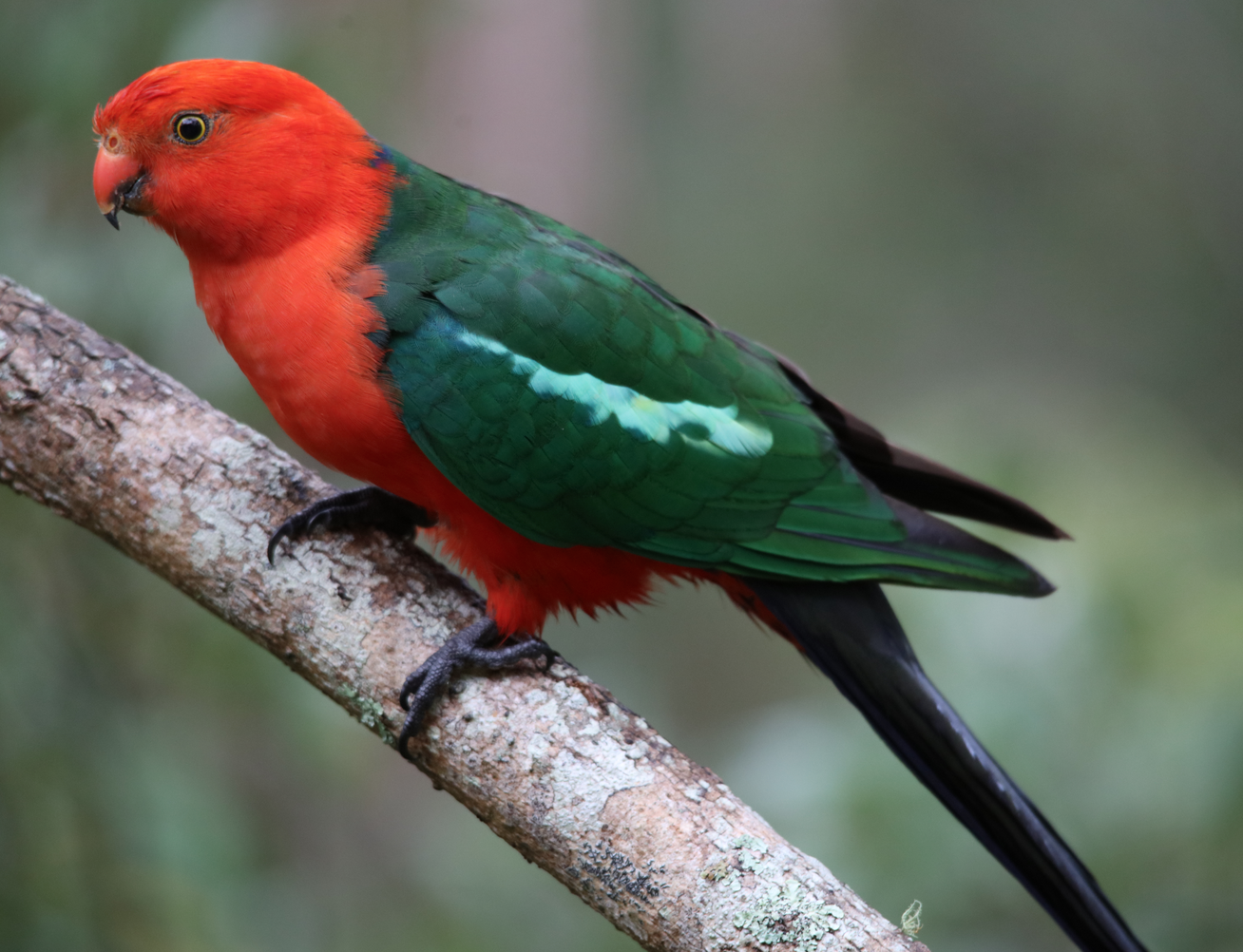
طوطی شاهی استرالیایی نر (Alisterus scapularis)